# Batemannia
Genre
Classification phylogénétique
 Batemannia est un genre de la famille des Orchidaceae.

## Étymologie
Le nom du genre a été attribué en l'honneur de James Bateman,  botaniste britannique du XIXe siècle.

## Répartition
Amazonie

## Liste partielle d'espèces
- Batemannia armillata
- Batemannia colleyi
- Batemannia leferenzii
- Batemannia lepida
- Batemannia wolteriana

## Illustration

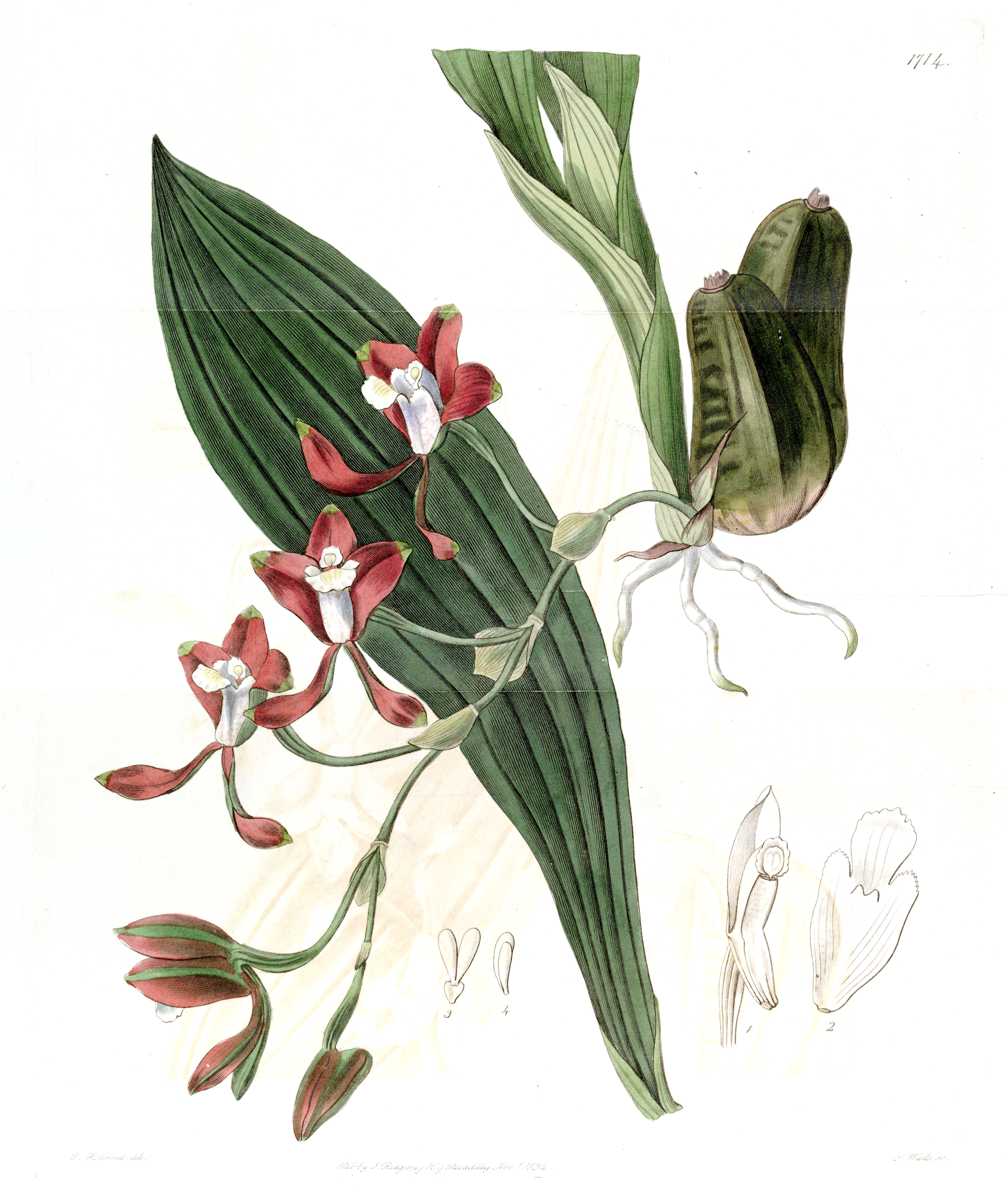
Batemannia colleyi, Edwards's Bot. Register, vol. 20 (1835)
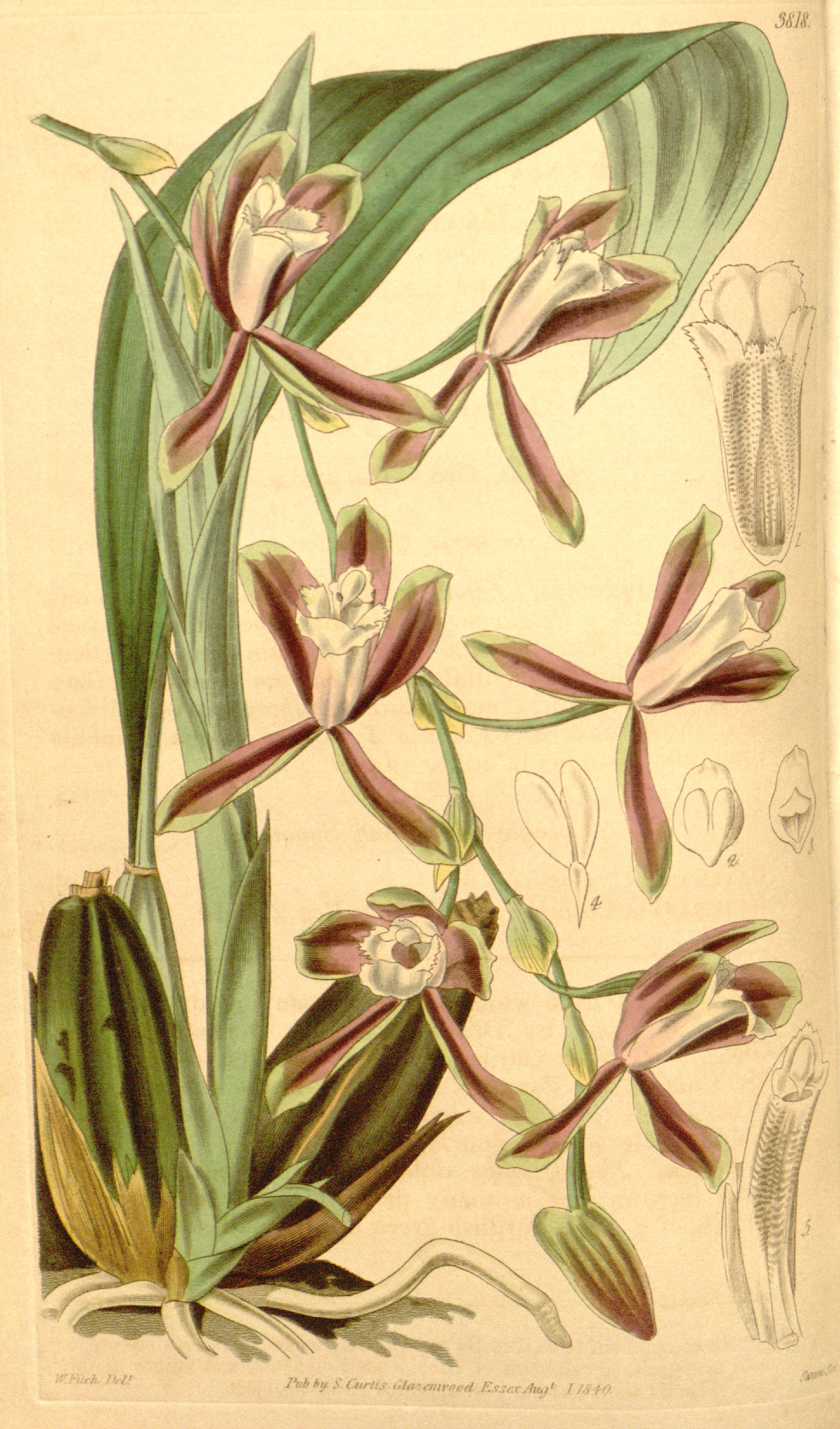
Batemannia colleyi, Curtis's Bot. Magazine, vol. 67 (1841)
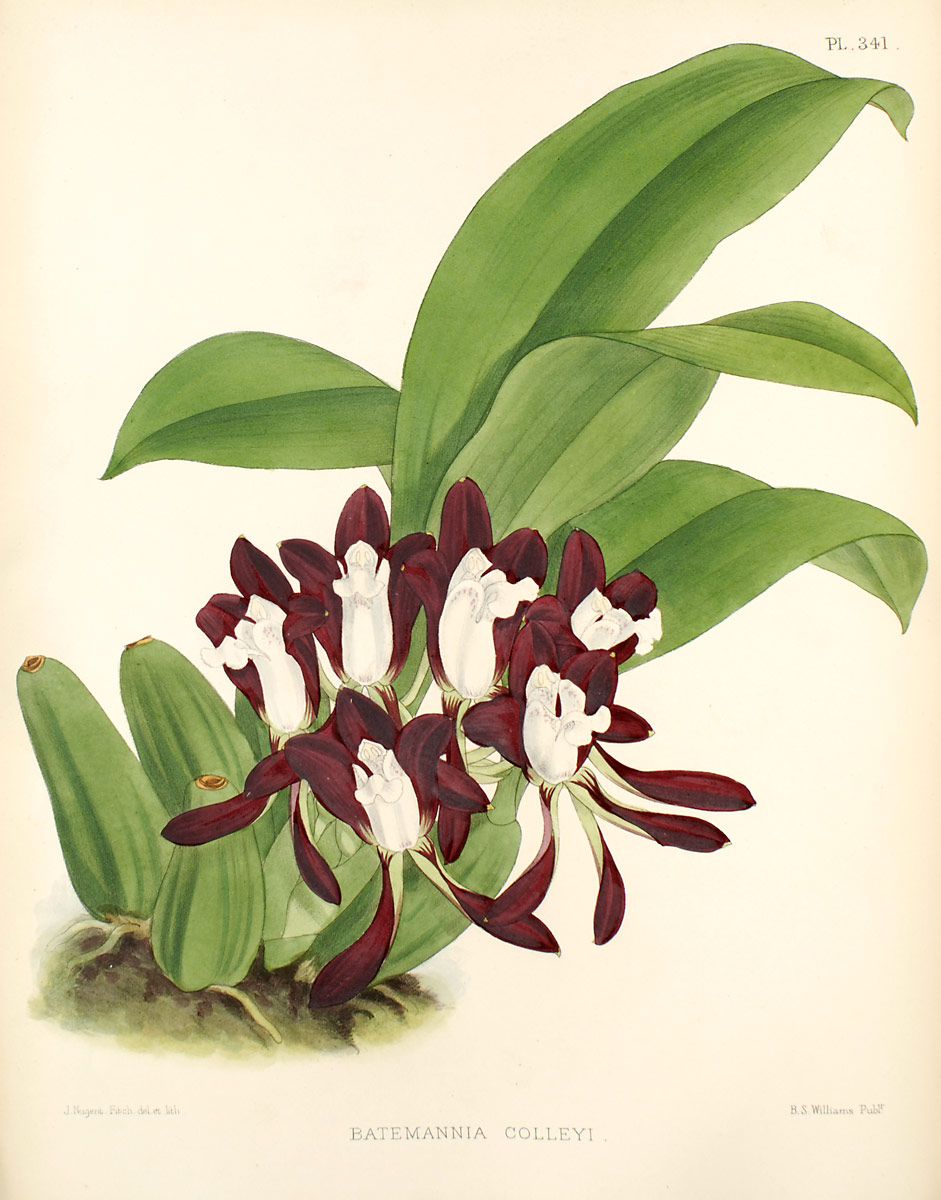
Batemannia colleyi, R.Warner - B.S.Williams: The Orchid Album (1882-1897)